# Krzysztof Kulpa
Krzysztof Stefan Kulpa – polski inżynier elektronik, wykładowca akademicki, od 2014 profesor.

## Życiorys
Studiował na Wydziale Elektroniki Politechniki Warszawskiej, uzyskując dyplom w 1982 r. Od 1985 do 1988 r. pracował na jako asystent w Instytucie Podstaw Elektroniki Politechniki Warszawskiej. Na macierzystym wydziale obronił doktorat w 1987 r., po czym w latach 1988–1990 był adiunktem na Wydziale Elektrycznym Politechniki Białostockiej, po czym przeniósł się na posadę adiunkta w Instytucie Systemów Elektronicznych, Wydział Elektroniki i Technik Informacyjnych Politechniki Warszawskiej. Również w 1990 r. podjął pracę konsultanta naukowego w WZR RAWAR i pracował w tym zakładzie do 2005 r. Od 1999 r. pracował w NATO Science and Technology Organization, kierując grupami badawczymi i seriami wykładów, głównie w Panelu Sensors and Electronics Technology. Na macierzystym wydziale w 2009 r. habilitował się, a w późniejszych latach objął m.in. funkcję dyrektora naukowego Uczelnianego Centrum Badawczego Obronności i Bezpieczeństwa. W 2014 r. prezydent Bronisław Komorowski wręczył mu nominację profesorską. 
Zainteresowania naukowe obejmują zagadnienia cyfrowego przetwarzania sygnałów, przede wszystkim radiolokacyjnych, problematyką śledzenia obiektów manewrujących radarach 2D i 3D i wykrywania małych obiektów nawodnych przez radary nabrzeżne i radary na platformach latających, problematyką radarów pasywnych i szumowych. Wyniki jego badań i opracowań znajdowało zastosowanie w wyrobach przemysłu radiolokacyjnego, między innymi w pierwszym polskim radarze SAR. Autor ponad 500 artykułów na temat technologii radarowej, w tym ponad 100 dotyczących radarów pasywnych.
Odznaczony Medalem Komisji Edukacji Narodowej, Złotym Krzyżem Zasługi (2017), Krzyżem Kawalerskim Orderu Odrodzenia Polski i Złotym Medalem „Za zasługi dla obronności kraju”. Ponadto jest laureatem nagrody SET Panel Excellence Award (czterokrotnie) oraz jako pierwszy Polak został wyróżniony Medalem von Kármána.
Członek Sekcji Mikrofal i Radiolokacji Komitetu Elektroniki i Telekomunikacji Polskiej Akademii Nauk. W latach 2002–2005 pełnił funkcję przewodniczącego polskiego oddziału IEEE Signal Processing Society.